# Вологі ліси Жапури, Солімойнсу та Негру
Вологі ліси Жапури, Солімойнсу та Негру (ідентифікатор WWF: NT0132) — неотропічний екорегіон тропічних та субтропічних вологих широколистяних лісів, розташований на півночі Амазонії.

## Географія
Екорегіон вологих лісів Жапури, Солімойнсу та Негру простягається з північного заходу на південний схід через територію колумбійських департаментів Ваупес і Гуайнія та північну частину бразильського штату Амазонас. Він знаходиться у північній частині Амазонської низовини і лежить на низинному плато в межиріччі Солімойнсу і Ріу-Негру. У Колумбії екорегіон огинає передгір'я Гвіанського щита на північному заході і включає нижню частину басейну Ваупесу та землі на південь від річки Ріу-Негру, відомої в Колумбії як Гуайнія. По Ріу-Негру пролягає східна межа екорегіону, яка частково проходить по кордону Колумбії з Венесуелою. На крайньому південному заході екорегіону, у місці впадіння Ріу-Негру в Амазонку, знаходиться Манаус — головне місто Бразильської Амазонії, у якому проживає понад 2 мільйони людей. Південна межа екорегіону пролягає по річці Жапура або Какета, яка поблизу міста Тефе впадає у Амазонку, або у Солімойнс, як ця річка відома у цій місцевості, а далі — по Солімойнсу до впадіння в нього Ріу-Негру.
Рельєф екорегіону представлений широкими низовинами, розчленованими долинами річок. Основу рівнин регіону складають третинні осадові породи віком 2,5 млн років. Їх висота не перевищує 80 м над рівнем моря, а на південному сході (в районі Манауса) вона знижується до 23 м над рівнем моря.
В екорегіоні переважають два типи річок: біловодні річки, у каламутній воді яких є багато завислих твердих поживних речовин, та чорноводні річки, вода яких забарвлена у темний колір через високий вміст гумінових кислот, які вимиваються з листя. Жапура і Солімойнс — це біловодні річки, тоді як Ріу-Негру та більшість дрібних річок в регіоні — це чорноводні річки. Щороку внаслідок сильних опадів в Амазонії та в Андах великі річки та багато менших розливаються, затоплюючи заплави, однак масштабні повені в регіоні не трапляються, на відміну від інших частин Амазонії, оскільки річки тут мають відносно глибокі долини. Поблизу Тефе і Манауса вода під час повеней може підійматися на 14 м. У верхів'ях менших річок повінь триває 1-2 місяці, але поблизу Манауса вона може тривати до 10 місяців.
На південному заході вологі ліси Жапури, Солімойнсу та Негру переходять у вологі ліси Солімойнсу та Жапури, на заході — у вологі ліси Какети, на півночі — у вологі ліси Негру та Бранку, на сході — у вологі ліси Уатуми та Тромбетасу, а на півдні, у заплавах Амазонки та її приток, — у варзейські ліси Пурусу та варзейські ліси Монте-Алегре. У внутрішній частині регіону, у районах, де переважають білі піщані ґрунти, які регулярно затоплюються на невелику глибину, зустрічаються ізольовані ділянки кампінарани.

## Клімат
В межах екорегіону переважає екваторіальний клімат (Af за класифікацією кліматів Кеппена). Середньорічна кількість опадів тут становить приблизно 2500 мм, більшість з яких випадає в період з квітня по серпень. Середньомісячна температура коливається від 26 °C до 27 °C.

## Флора
На більшій частині екорегіону переважають вологі тропічні ліси терра-фірме, що не затоплюються водою і ростуть на бідних на поживні речовини ґрунтах. У широких заплавах біловодних річок, де осідають алювіальні відклади, поширені варзейські ліси, а уздовж повноводних чорноводних річок — затоплювані ліси ігапо. Ґрунти в ігапо, як правило, бідні на поживні речовини, а самі ліси мають менш різноманітну флору. Загалом флора екорегіону характеризується високим різноманіттям і середнім рівнем ендемізму. Тут зустрічається багато рідкісних та зникаючих видів рослин.
Вологі тропічні ліси терра-фірме є найпоширенішим типом рослинності в екорегіоні. Лісовий намет в них розташований на висоті 25-30 м над землею і може бути відкритий або густий, а поодинокі емерджентні дерева, що підіймаються над ним, виростають до 40 м заввишки. Більшість дерев в лісах регіону належать до родин Бобові (Fabaceae), Сапотові (Sapotaceae), Маренові (Rubiaceae), Хрісобаланові (Chrysobalanaceae), Лаврові (Lauraceae) та Аннонові (Annonaceae). Також у терра-фірме зустрічається багато низьких та високих пальм, зокрема звивисті мавріції або пальми моріче (Mauritia flexuosa) та пальми карана (Mauritia carana). Серед інших дерев, поширених в цих лісах, слід відзначити бразильський горіх (Bertholletia excelsa), північну боудіхію (Bowdichia virgilioides) та гевею Спрюса (Hevea spruceana), що мають велику економічну цінність.
У лісах ігапо, поширених уздовж річки Жау на сході регіону, переважають гарнолисті ельвасії (Elvasia calophyllea), гладкоплоді шварції (Swartzia laevicarpa), стрункі путерії (Pouteria elegans), широколисті альдіни (Aldina latifolia), багатолисті шварції (Swartzia polyphylla), шестинасінні уратеї (Ouratea hexasperma), строкаті моллії (Mollia speciosa), гарні леопольдінії (Leopoldinia pulchra), крапчасті інги (Inga punctata) та мімозоподібні гетеростемони (Heterostemon mimosoides), а у лісах, поширених уздовж річки Тарума-Мірім далі на сході, — амазонські вісмії (Vismia gracilis), гуаттерієві унонопсіси (Unonopsis guatterioides), великолопатеві пентаклетри (Pentaclethra macroloba), запашні макролобіуми (Macrolobium suaveolens), дрібнолисті ешвайлерії (Eschweilera parvifolia), великолисті крабові дерева (Caraipa grandifolia), високі аспідосперми (Aspidosperma excelsum) та блискучі мабеї (Mabea nitida). Серед дерев, поширених на окраїнах варзейських лісів, слід відзначити бавовняне дерево (Ceiba pentandra),суринамську манілкару (Manilkara bidentata subsp. surinamensis) та суринамську віролу (Virola surinamensis).

## Фауна
Фауна регіону характеризується високим різноманіттям. Вона включає 181 вид ссавців та 506 видів птахів. Серед великих ссавців, поширених в лісах екорегіону, слід відзначити південноамериканського тапіра (Tapirus terrestris), звичайного пекарі (Tayassu pecari), ошийникового пекарі (Dicotyles tajacu), американську мазаму (Mazama americana), амазонійську мазаму (Mazama nemorivaga), рудого ревуна (Alouatta seniculus), гігантську видру (Pteronura brasiliensis), велику капібару (Hydrochoeris hydrochaeris), бурогорлого лінивця (Bradypus variegatus) та південного двопалого лінивця (Choloepus didactylus), а також пуму (Puma concolor) та ягуара (Panthera onca), найбільших хижаків Амазонії. У річках регіону зустрічаються амазонські річкові дельфіни (Inia geoffrensis), прісноводні дельфіни тукуші (Sotalia fluviatilis) та амазонські ламантини (Trichechus inunguis).
Серед менших ссавців, поширених в регіоні, слід відзначити нічну мавпу Спікса (Aotus vociferans), чубатого капуцина (Sapajus apella), саймірі Гумбольдта (Saimiri cassiquiarensis), чорного тіті (Cheracebus lugens), оцелота (Leopardus pardalis), маргая (Leopardus wiedii), ягуарунді (Herpailurus yagouaroundi), чагарникового пса (Speothos venaticus), тайру (Eira barbara), кінкажу (Potos flavus), ракуна-крабоїда (Procyon cancrivorus), амазонську носуху (Nasua nasua), неотропічну видру (Lontra longicaudis), амазонську ласицю (Neogale africana), низинну паку (Cuniculus paca), чорного агуті (Dasyprocta fuliginosa), зеленого акучі (Myoprocta pratti), північноамазонську вивірку (Sciurus igniventris), південного опосума (Didelphis marsupialis), південного голохвостого броненосця (Cabassous unicinctus) та американського тамандуа (Tamandua tetradactyla), а також понад 100 видів різноманітних кажанів. Майже ендемічними представниками екорегіону є чорноголові уакарі (Cacajao melanocephalus), тамарини Шварца (Saguinus inustus), ріо-негроські щетинці (Isothrix negrensis) та малі вухані (Neonycteris pusilla).
Серед поширених в екорегіоні птахів слід відзначити гоко (Nothocrax urumutum), амазонійського татаупу (Crypturellus variegatus), коста-риканського голуба (Patagioenas subvinacea), гоацина (Opisthocomus hoazin), довгодзьобого ерміта (Phaethornis malaris), сірогрудого колібрі-шаблекрила (Campylopterus largipennis), буроголового колібрі-лісовичка (Thalurania furcata), вогнистого колібрі-топаза (Topaza pyra), велику гарпію (Harpia harpyja), амазонійську сплюшку (Megascops watsonii), амазонійського трогона (Trogon ramonianus), червонодзьобого тукана (Ramphastos tucanus), колумбійського тукана (Selenidera nattereri), чорноволу ятлу (Celeus torquatus), червоного ару (Ara macao), червоно-зеленого ару (Ara chloropterus), венесуельського амазона (Amazona amazonica), тринідадського амазона (Amazona ochrocephala), білолобого папугу (Deroptyus accipitrinus), синьоголового папугу-червоногуза (Pionus menstruus), амазонійського сорокуша (Thamnophilus amazonicus), білощоку мурав'янку (Gymnopithys leucaspis), жовтоброву мурав'янку-прудкокрила (Hypocnemis hypoxantha), гаянську пигу (Lipaugus vociferans), амазонійського дереволаза-серподзьоба (Campylorhamphus procurvoides), лісового тиранця (Myiopagis gaimardii), сіру планідеру (Rhytipterna simplex), буроголову інезію (Inezia subflava), амазонійського поплітника (Cantorchilus leucotis), жовтохвостого касика (Cacicus cela), зелену коноту (Psarocolius viridis), світлогорлу гутураму (Euphonia chrysopasta), пурпурову танагру-медоїда (Cyanerpes caeruleus), пурпурову тапірангу (Ramphocelus carbo) та блакитного цукриста (Dacnis cayana). Ендеміками екорегіону є рудочубі окуляреки (Rhegmatorhina cristata), а майже ендемічними його представниками — ориноцькі добаші (Picumnus pumilus), руді лінивки-коротуни (Nonnula amaurocephala), жовтогорлі кадуки (Myrmotherula ambigua), венесуельські кадуки (Myrmotherula cherriei), сірі покривники (Aprositornis disjuncta), рудобокі мурав'янки-прудкокрили (Hypocnemis flavescens), буроголові віреончики (Hylophilus brunneiceps), венесуельські паї (Cyanocorax heilprini) та білошиї вівсянки (Sporophila fringilloides).
Герпетофауна екорегіону включає різноманітних амфібій і плазунів. Серед поширених в регіоні змій слід відзначити зелену анаконду (Eunectes murinus), звичайного удава (Boa constrictor), кайсаку (Bothrops atrox) і південноамериканського бушмейстера (Lachesis muta), а серед ящірок — звичайну ігуану (Iguana iguana) та золотого тегу (Tupinambis teguixin).

## Збереження
Більша частина лісів екорегіону є переважно незайманою, особливо у внутрішніх районах, однак уздовж річок ведеться сільськогосподарська і гірничодобувна діяльність та інтенсивна лісозаготівля. Основними загрозами для збереження природи регіону є вирубка лісів, видобуток корисних копалин, розвиток сільського господарства та інфраструктури, забруднення водойм та полювання.
Оцінка 2017 року показала, що 146 264 км², або 54 % екорегіону, є заповідними територіями. Природоохоронні території включають: Національний природний заповідник Пуїнавай в Колумбії, а також Заповідник сталого розвитку Мамірауа, Заповідник сталого розвитку Амана, Національний парк Жау та Національний парк Анавільянас в Бразилії. Природоохоронні території в бразильській частині екорегіону є частиною Центральноамазонійського природоохоронного комплексу, який у 2000 році був внесений до списку Світової спадщини ЮНЕСКО.